# Aspleniaceae
Aspleniaceae Newman è una famiglia di piante dell'ordine Polypodiales.

## Descrizione

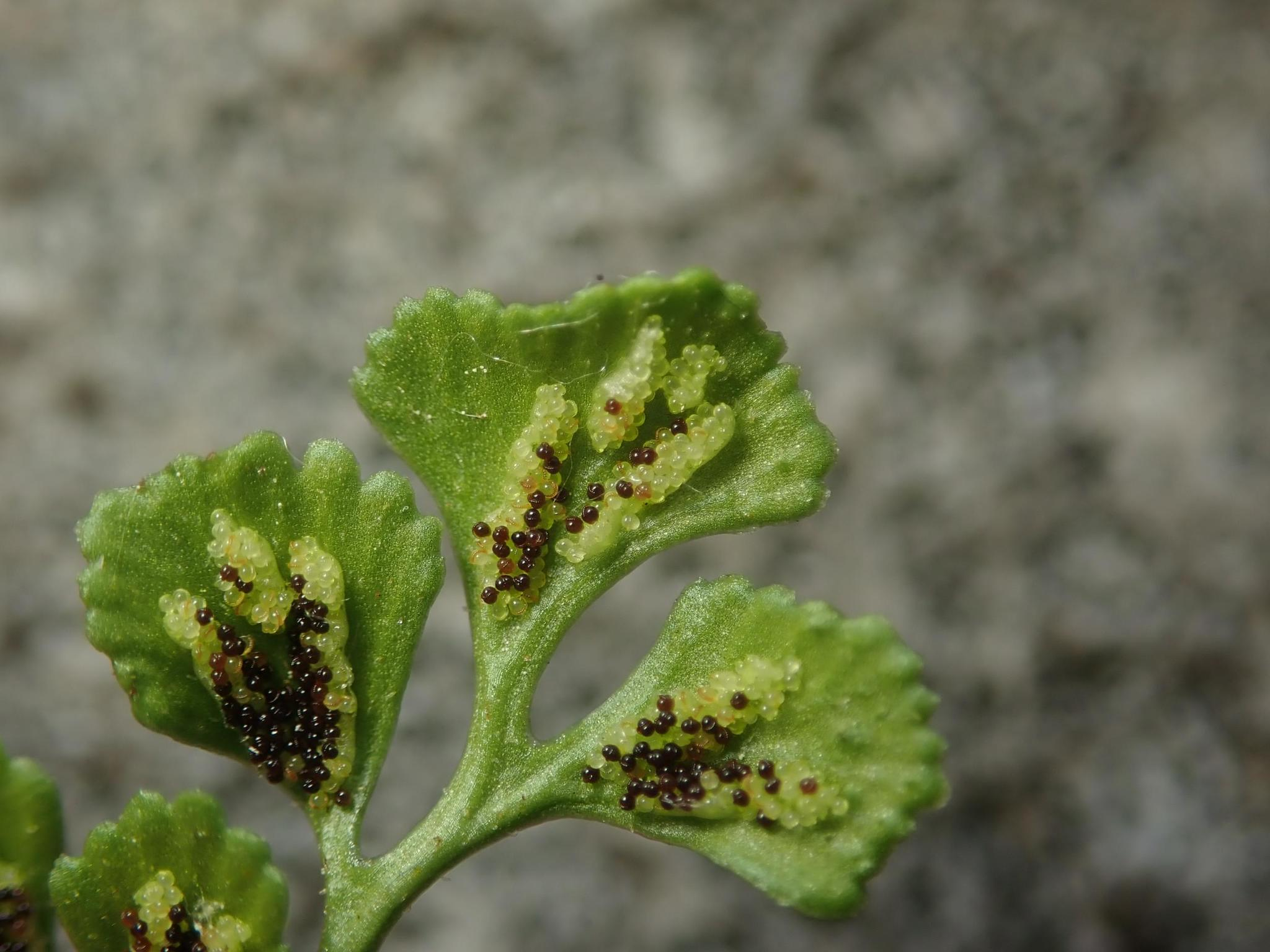
Sori di Asplenium ruta-muraria

Le Aspleniaceae sono felci terrestri, epilitiche o raramente epifite che presentano fusti eretti, raramente striscianti, squamosi. Le fronde sono solitamente monomorfe ma raramente dimorfiche con foglie fertili più alte e più erette di quelle sterili. Le lame fogliari sono estremamente diverse e possono essere semplici o pennate. I sori si sviluppano lungo le nervature e sono di forma lineare o lunata. Gli indusi sono solitamente presenti e di forma conforme al soro. I membri di questa famiglia possono essere solitamente identificati dalla combinazione di squame del fusto e dei sori lineari indusiati.

## Tassonomia
La famiglia comprende i seguenti generi:
- Asplenium L.
- Hymenasplenium Hayata